# Jacob Pinheiro Goldberg
Jacob Pinheiro Goldberg é um intelectual, acadêmico, psicólogo, advogado, assistente social e escritor brasileiro de origem judaica polonesa. É doutor em psicologia pela Universidade Mackenzie, graduado em Psicologia pela Universidade Católica de Santos, em Serviço Social pela Pontifícia Universidade Católica de São Paulo e em Direito pela Universidade Federal Fluminense. [carece de fontes?]
É autor de mais de dois mil trabalhos entre livros, ensaios, crônicas, palestras publicadas no Brasil e no Exterior, além de ter artigos em jornais e revistas e ser fonte frequente de entrevistas em rádio, televisão e internet.

## Prêmios e Títulos
- 2017- Aula especial, aberta ao público, da Pós Graduação em "Propriedade Intelectual, Direito do Entretenimento e Mídia" da Escola Superior de Advocacia - ESA, OAB/SP.  PSICANÁLISE, IMAGÉTICA E DIREITO: O SEQUESTRO DA IMAGEM
- 2017 - Professor, analista supervisor - Seminário "Comunicação e Psicanalise Imagética". E.C.A - U.S.P, com professor Sergio Bairon e professora Marilia Librandi Rocha, Universidade de Stanford.
- 2016 - Professor convidado - Superior Tribunal Militar ENAJUM participar da viagem a ser realizada á região amazônica, Manaus-AM, Tabatinga-AM e Brasilia-DF no período de 30 de setembro a 2 de outubro para exposição e avaliação curso de Formação para fins de Vitaliciamento para Magistrados.
- 2016 Citado no voto do vogal, desembargador Luiz Carlos da Costa, processo 53021/2013 (Referencia "O Direito no divã")- Ed. Saraiva
- 2016 - Citado pelo International Business Times, em 13 de maio de 2016. “While some people like Brazilian psychoanalyst Jacob Goldberg believe Temer will be able to turn around the public opinion of him, others are already picking apart the choices he has made for his new cabinet.”  The Washington Post 12 de maio de 2016  “Jacob Goldberg, one of Brazil’s most celebrated psychoanalysts, whose clients have included many politicians, artists, and star athletes.”
- 2016 - Seminário na loja Maçônica sobre “Psicologia em Tempo de Crise”.
- 2016 - Conferencia na OAB SP -  "Direito e psicologia em tempo de crise"
- 2012 - "O Direito no Divã" foi o quarto classificado na categoria de Direito de Prêmio Jabuti. de Literatura
- 2008 - Comenda " Mérito Benjamin Colucci" - OAB JFMG
- 2007 - Membro do Conselho de Notáveis da Universidade de Guarulhos (UnG).
- 2002 - Presidente do Grupo de Análise Czeslaw Milosz
- 2000 - Deputy-chairman Middlesex University South American Advisory Board - Título conferido pela Middlesex University South American Advisory Board.
- 2000 - Vice Presidente do Diretório de Alunos do Instituto Granbery Juiz de Fora.
- 2000 - Cidadão da cidade de Monteiro Lobato/SP - Título conferido pela Prefeitura de Monteiro Lobato/SP.
- 2000 - Cidadão da República da Polônia - Título conferido pelo Presidente da Polonia - por serviços prestados á cultura polonesa.
- 2000 - Cidadão do Estado do Rio de Janeiro - Título conferido pelo Governo do Estado do Rio de Janeiro.
- 1998 - Convite para atuar como Chairman em grupos de estudos da University College London Medical School.
- 1992 - Eminência Mundial em Saúde Mental - Apontado pela mídia no XV Congresso de Neurologia, Psiquiatria e Saúde Mental.
- 1984 - Doutor em Psicologia - Universidade Mackenzie.
- 1982 - Cidadão Benemérito de Juiz de Fora/MG - Título conferido pela Câmara Municipal de Juiz de Fora.
- 1975 - Presidente do Museu de Literatura de São Paulo e Biblioteca Guimarães Rosa, Monteiro Lobato.
- 1970 - Gratidão da Cidade de São Paulo - Câmara Municipal de São Paulo.
- 1948 - Membro da Associação Mineira de Imprensa.

## Obras
- Acervo parcial científicos e culturais de Jacob Pinheiro Goldberg a partir desta data digitalizados, podem ser acessados através desse link https://drive.google.com/drive/my-drive
- ROMANCE E DESESPERO, ED. SARAIVA 2017
- Lott e Jânio A DIALETICA CABLOCA. ED.SARAIVA 2017
- Leitura interpretação de Guimarães Rosa para o seminário "textura sonora", professores Sergio Bairon e Marília Librandi, Universidade de Stanford, EUA.
- Seminário socioassistencial CIP- "Em tempos de crise como se preparar para ajudar pessoas a enfrentar seus próprios desafios?"
- Seminário 7 - sobre o poema de Jacob Pinheiro Goldberg UFMG 2016 Professora Doutora Lisley Nascimento, estudos temáticos de literatura comparada.
- Palavra e consciência, Ed. Saraiva 2016
- NÓS E ELES, Ed, Saraiva 2016
- Imago no face, Ed. Saraiva 2016
- E, amanhã, será, Ed. Saraiva. 2016
- Penúltima estação, Ed Saraiva 2015
- Imagética Psicológica. 2015
- Juiz de fora, dentro. 2015
- Imaginetica Ed Saraiva 2015
- Não calo, Falo. 2015
- Cachoeira, á transbordar. Ed. Saraiva 2015
- Do sonho, solo. Ed. Saraiva 2015
- Bom dia, falta. Ed. Saraiva 2015
- De la locomotora a Leña hasta El Picadelly Circus. Ed. Saraiva 2015
- Eco e reverberação ED. Saraiva 2015
- O próximo do mundo. Ed Saraiva 2015
- Na imprensa em Juiz de fora
- O percurso Ed. Saraiva 2015
- O psicólogo e o jornalista Ed. Saraiva 2015
- Na cena Ed Saraiva 2015
- Psicanalise da morte Ed saraiva 2015
- Psicanalise e metanoia Ed saraiva 2015
- EU QUE NÃO. Ed Saraiva 2015
- "Psicanalise da morte" Ed. Saraiva 2015
- Sentido e Existência, Ed Saraiva 2014
- Tempo exilado Ed, Saraiva 2014
- Poesia - Ed. Saraiva 2014
- Laboratório de Literatura Monteiro Lobato - Ed Saraiva 2014
- Entre o sol que se tenta a sombra da ultima neblina - Ed Saraiva 2014
- Palavra e imagem na transformação  - Ed. Saraiva 2014
- Ritmo Esquerdo, Ed Saraiva 2014
- Psicanalise e Metanoia Ed. Saraiva 2014
- Na Cena - Ed. Saraiva - 2014
- Golem, Anverso - Ed. Saraiva - 2014
- Stefan Zweig - Ed. Saraiva - 2014
- "Psicologia ao acaso - Ideias para um dia melhor" - Ed. Amazon-
- "O Percurso" - Ed. Saraiva - 2014
- " Eis que todos saibam" - ED Saraiva - 2014.
- "O feitiço da Amerika" - 2013   Ed.Amazon -Virtual-
- Goldberg prefáciou "A mocinha do Mercado Central" - Prêmio Jabuti de Literatura, 2012.
- "Sentido e Existência" - Com palestras para as Universidades Stanford, Crocovia, Lublin e Brasília - Colombo Studio, 2012.
- "O Direito no Divã" - Organização Flávio Goldberg, Editora Saraiva, 2011.
- Monólogo a Dois. Google Books, 2010.
- Mocinhos e Bandidos - Prefácio. Google Books, 2010.
- Ética e Tecnologia. Google Books, 2010.
- Psicologia do Sentenciado. Google Books, 2010.
- Ritmo Esquerdo. Google Books, 2010.
- Psicologia da Agressividade. Google Books, 2010.
- Segunda Madrugada. Google Books, 2010.
- Perspectivas da Literatura segundo Goldberg. Google Books, 2010.
- A Morte de Stefan e Elisabeth Zweig. Google Books, 2010.
- Memórias do Abismo. Google Books, 2010.
- Tempo Exilado. Google Books, 2010.
- O Direito e a Ordem Jurídica nos Processos do Desenvolvimento. Google Books, 2010.
- Maneco Nheco Nheco. Google Books, 2010.
- Cantata para o Brasil. Google Books, 2010.
- Rua Halfeld, Ostroviec. Google Books, 2010.
- Psicoterapia e Psicologia. Google Books, 2010.
- Teoria Social da Comunicação. Google Books, 2010.
- A Ógea e a Calhandra. Google Books, 2010.
- Violência Urbana. Google Books, 2010.
- Maneco. Google Books, 2010.
- Judaismos: Ético e não-étnico. Google Books, 2010.
- O Percurso. Google Books, 2010.
- Freud e o Ocultismo. Google Books, 2010.
- A Tautology on Violence: from the viewpoint of Justice and Psichology. Google Books, 2010.
- Cantata para o Brasil - Ensaio. Vanessa Leite Barreto Quintino. Google Books, 2010.
- O Feitiço da Amérika. Google Books, 2010.
- História que a Cigana (nua) me contou. Google Books, 2010.
- Penúltima Estação. Google Books, 2010.
- O dia em que Deus viajou. Google Books, 2010.
- Poemas Vida - Antologia de Jacob Pinheiro Goldberg. Google Books, 2010.
- Atuação Social e Científica de Jacob Pinheiro Goldberg. Google Books, 2010.
- Antepenúltima Estação. Google Books, 2010.
- Um Romance de Vida. Google Books, 2010.
- Serviço Social no Exército Brasileiro. Google Books, 2010.
- A Poesia de Fanny Goldberg: Uma mulher, muitas vozes. Google Books, 2010.
- Parábola e Ponto de Fuga: A Poesia de Jacob Pinheiro Goldberg - Vol. 1. Marilia Librandi Rocha. Google Books, 2010.
- Psicologia no campo da Medicina. Google Books, 2010.
- Parábola e Ponto de Fuga: A Poesia de Jacob Pinheiro Goldberg. Google Books, 2010.
- A discriminação racial e a lei brasileira. Google Books, 2010.
- Cidade dos Sinos. Google Books, 2010.
- Comunicação e Cultura de Massa. Google Books, 2010.
- Co-autor de Psiquiatria Forense e Cultura. Vetor Editora, 2009
- Psicologia em Curta-Metragem. São Paulo: Novo Conceito, 2008
- Poemas-Vida - Antologia organizada por Marília Librandí Rocha, 2008
- Prefácio de Mocinhos e Bandidos - Controle do Conteúdo Televisivo e Outros Temas, 2005.
- Rua Halfeld, Ostroviec - Open Press, 2005
- Cultura da Agressividade. São Paulo: Landy, 2004
- A Mágica do Exílio. São Paulo: Landy, 2003.
- Prefácio de "História da Morte no Ocidente", de Philippe Ariès, 2003
- Prefácio de "O Peso de uma Aposta", de Sérgio Bustamante, 2003
- Monólogo a Dois, 2002
- Comentário em "As chaves da Gotte des Fées", da Profa. Dra. Ria Lemaire, 2001
- Colaborador em "Retroviroses Humanas - HIV/AIDS" de Roberto Focaccia, 1999
- Psicologia de Imagem - Faculdade de Psicologia da P.U.C. - 11 de maio 1999
- * Prefácio de "Shakespeare não serve de Álibi" de Lucinio Rios. 1998.
- Judaísmos: Ético e não-étnico - Capital Sefarad Editorial, 1997
- Don’t let me die - publicado pela “Women S.O.S.” - Oakland, E.U.A.
- A Ógea e a Calhandra - Capital Sefarad Editorial - 1997.
- A Clave da Morte - Editora Maltese, 1994.
- O Feitiço da Amerika - Edição Popiatã, 1991
- Ritual de Clivagem - Ed. Massao Ohno Editor, 1989
- Poesia publicada em "International Poetry" - Universidade do Colorado, EUA, 1986
- Carta publicada em "International Poetry" de Teresinka Pereira 1985
- Psicologia da Agressividade - Ed. ICC, 1983
- Citação em "Geração Abandonada", de Luiz Fernando Emediato, 1982
- Citação em "Crise Social e Delinquência", de James Tubenchlak, 1981
- Psicologia e Psicoterapia - Ed. Símbolo, 1979
- Maneco - Ed. Nova América
- Historic Invention and Psychological Understanding of Jesus, 1978
- Psicologia e Reflexões do Inconscinte - Ed. OINAB, 1978, 1a edição
- Cantata para o Brasil - Ed. OINAB,1978,2 a edição
- Clave da Morte, 1978
- Origem do pensamento freudiano, Planeta, 1977
- Freud and the Spirit Manifestation, 1977
- Indoamerika - Ed. Unidas Ltda. 1976
- Cidade dos Sinos - Ed. Clássico Cientifica, 1975
- Perspectivas da Literatura segundo Goldberg - Ely Vieitez Lanes, 1975
- O Dia em que Deus Viajou - Ed. Clássico Cientifica, 1974
- Comunicação e Cultura de Massa - Ed. Cultural, 1972, 2 edição
- Memórias do Abismo - Ed. Cultural, 1972
- Monólogo do Medo - Ed. Cultural, 1972.
- Comunicação e Cultura de Massa - Ed. Cultural, 1972, 2 edição
- Segunda Madrugada - Ed. Cultural, 1971
- Teoria Social da Comunicação - Ed. Cultural, 1969
- Tempo Exilado, 1968
- Ética e Tecnologia - Ed. Fulgor, 1968. Tempo Exilado - Ed. Cultural, 1968
- A Discriminação Racial e a Lei Brasileira - Ed. Luanda.1966
- História que a Cigana (nua) me contou, 1960
- Ritmo Esquerdo - Ed. Rio, 1954